# Вісар Мусліу
Вісар Мусліу (алб. Visar Musliu, мак. Висар Муслиу, нар. 13 листопада 1994, Гостивар) — македонський футболіст албанського походження, захисник клубу «Падерборн» і національної збірної Македонії.

## Клубна кар'єра
Народився 13 листопада 1994 року в місті Гостивар. Вихованець футбольної школи клубу місцевого однойменного клубу.
2011 року уклав контракт з клубом «Ренова», проте за рік був відданий в оренду до рідного «Гостивар», за команду якого й дебютував у дорослому футболі.
2013 року повернувся до «Ренови». 2014 року перейшов до швейцарського «Санкт-Галлена», де грав лише за молодіжний склад, а наступного року повернувся до «Ренови» на умовах оренди.
Після двох років виступів за «Ренову» з 2017 року один сезон захищав кольори одного з лідерів македонського футболу, столичного «Вардара». 
28 січня 2018 року уклав контракт з косовською «Приштиною», проте вже за два дні був орендований клубом «Шкендія». А пізніше того року клуб з Тетова викупив контракт гравця. У складі команди клубу став володарем Кубка Македонії 2017/18, причому у фінальній грі турніру захисник відзначився «дублем», забивши два з трьох голів «Шкендії», яка перемогла «Пелістер» з рахунком 3:0.

## Виступи за збірні
2010 року дебютував у складі юнацької збірної Македонії, взяв участь у 16 іграх на юнацькому рівні.
Протягом 2014–2017 років залучався до складу молодіжної збірної Македонії. На молодіжному рівні зіграв у 10 офіційних матчах.
2 вересня 2017 року у грі проти Ізраїлю (1:0) дебютував в офіційних матчах у складі національної збірної Македонії.

## Досягнення
- Володар Кубка Македонії (1):

«Шкендія»: 2017-18
- Чемпіон Македонії (2):

«Шкендія»: 2017-18, 2018-19